# Danijel Šmid - Danny
Prvič je javno nastopil 15.12.1988.
Sodelovanje s časopisi je pričel v Gorenjskem glasu, redno, občasno ali enkratno je sodeloval pri časopisih in tednikih: Tednik Kaj, Pavliha Antena, Antenini horoskopi, Karma, Aura, Trič trač, Razvedrilo, Eva, Slovenske novice, Lady, Jana, Stop, Finance, Jazz, Grajske novice, Večer, Žurnal, Biseikatsu magazin (Tokio, Japonska)...
V času pred osamosvojitvijo je precej svetoval tudi politikom Zveznega izvršnega sveta na takrat uradni predsedniški rezidenci Brdo pri Kranju.
Tako ali drugače se je pojavljal tudi na radijskih postajah: Radio Kranj, RGL, Radio Gama MM, Radio Triglav Jesenice, 1993 je sodeloval tudi z Valom 202 Radia Slovenija.
TV kariero je pričel 1991 na lokalni postaji Kanal 10 Trbovlje (Dannyjeve zvezde), tam je posnel le nekaj oddaj, saj je na Kanalu A dobil oddajo Dannyeve zvezde, ki je tam trajala skoraj 15 let. S Kanalom A (pod vodstvom ekipe Borut Slokan, Igor Vezovnik, Miran Ribič, Branko Čakarmiš) je nehal sodelovati, ko mu je leta 2006 potekla pogodba. Od 28. 2 1992 do 31.12.2006 je tam posnel skupaj 1222 oddaj. Dannyjeve zvezde je do 2007 predvajala Net TV, kjer je postal tudi pomočnik takratne direktorice. 2008 nekaj časa delal na Čarli TV, kmalu pa je pričel z oddajami Dannyjeve zvezde in Intervizija.si delovati na TV Paprika, kjer je na koncu, pred neslavnim potopom TV postaje, prevzeli mesto programskega direktorja.
Sodeloval je tudi s TV Koper Capodistria, Dannyjev skrivnostni svet (1995) in Primorski lonec (1996) ter TV Kranj, Dannyjeve zvezde (1996), Info TV in TV3 Medias.
Leta 2015 je oddaja Dannyeve zvezde dosegla skupaj že več kot 2250 oddaj. Velja za eno izmed štirih najdlje trajajočih TV oddaj v Sloveniji - poleg TV Dnevnika, TV Tednika in Parade plesa (Dance session).
Spletni portal: Siol, (1998), zvezde.net, (2005), intervizija.si, (2006).
Tečaj:Center za permanentno izobraževanje Cene Štupar v Ljubljani.(1995)
Filmi: Avtorsko biografski film, Dannyjeve zkrivnosti, avtor Danijel Smid Danny (1992) Celovečerni film, Oda Prešernu, avtor Martin Srebotnjak (2000) Dokumentarni film, Vedezniki, avtor Spela Kuclar (2004) Avtobiografski dokumentarni film 1000 Dannyjevih zvezd, avtor Igor Bratoz (2005) Celovečerni film, Ljubezen nam je vsem v pogubo (1985)
Glasba: Projekt Usoda z mano se igra (1996).
Pravljice: Psicek Bari, Carovnica Krofilda, Mavricne princeske (1997)
Glasbena besedila: Projekt Usoda z mano se igra, Helena Blagne Zaman, skladba Sirota (1992), Deja Music skladba Ljubezen (1998), Sten Vrbek, skladba Luna je zaspala (1997)...
Med drugim je bil več let zelo aktiven na festivalih tv zabave kot so: Rose D’or - Montreux, Arts & Specials, Jury (2002) Swiss Golden umbrella - Albena, Tv Enterteinment shows, President of Jury (2005) Bulgaria Rose D'or - Luzern, Inv Special report (2005)Swiss Mediamixx - Albena, Jury (2006) Bulgaria Rose D'or - Luzern, Inv Special report (2006)Swiss Montreux mobille - Montreux, Inv Special report (2007)Swiss Mediamixx - Albena, Inv Special report (2007) Bulgaria Rose D'or - Luzern, Inv Special report (2008)Swiss Rose D'or - Luzern, Inv Special report (2009)Swiss
Posebni projekti: Karte Domistica (1999), Kartoskop (2003) Intervizija (2007)  Intermistika (2013)
Osem let je kot vedeževalec deloval pod okriljem igralnega salona Kongo sicer je osem let deloval tudi v nakupovalnem središču City Park in deset let kot ponudnik vedeževalskih storitev Telekoma Slovenije.
Danes živi na Vrhniki kjer dela v gradbenem podjetju, sicer je živel in deloval v Ljubljani, Grosuplju, Portorožu, Milanu in Ženevi, kjer je tudi prerokoval.